# Spatagobrissus
Genre
Synonymes
- Spatangobrissus

Spatagobrissus est un genre d'oursins de la famille des Maretiidae.

## Description et caractéristiques
Ce sont des oursins irréguliers, dont la large bouche filtreuse est située à l'avant de la face inférieure de l'animal, et l'anus en position terminale arrière.
Ils se distinguent au sein de leur famille par leurs pétales courts et leur face orale convexe. 

## Liste des genres
Selon World Register of Marine Species (26 octobre 2020) :
- Spatagobrissus incus Baker & Rowe, 1990 -- Australie
- Spatagobrissus mirabilis H.L. Clark, 1923 -- Afrique du sud